# Dinara Assanova
Dinara Kouldachevna Assanova (en russe : Дина́ра Кулда́шевна Аса́нова), née le 24 octobre 1942 à Frounzé et morte le 4 avril 1985 à Mourmansk  en Union soviétique, est une réalisatrice soviétique d'origine kirghize qui s'est démarquée avec ses films sur la jeunesse. Récipiendaire du prix d'État de l'URSS en 1985, à titre posthume.

## Biographie
Dinara Assanova nait à Frounzé, dans la République socialiste soviétique kirghize alors en URSS. Elle a une sœur ainée, Klara. Ses parents souhaitent que leur fille embrasse une carrière d'enseignante, mais elle ne rêve que de cinéma.
En 1960, à la sortie de l'école, elle est embauchée comme accessoiriste par la société de production cinématographique Kirghizfilm. Au fil du temps, elle s'y essaye à toute sorte de métiers jusqu'à devenir assistant réalisateur pour le film Une fille de Tien Shan (1960) d'Algimantas Vidugiris où elle tient également un rôle. Elle participe ensuite au tournage du premier long-métrage de Larissa Chepitko Chaleur torride (Znoj, 1963), inspiré d'un roman de Tchinguiz Aïtmatov, et un autre film de Vidugiris A chacun son chemin en 1964.
Son expérience professionnelle lui permet d'obtenir une recommandation pour entrer à l'Institut national de la cinématographie, dans la classe de Mikhaïl Romm et Aleksandr Stolper. Le fait qu'elle n'ait pas passé le concours d'entrée lui pèse. Le réalisateur Sergueï Soloviov dit, plus tard, que pendant plus d'un an elle ne décroche pas un mot, répondant à peine aux questions des professeurs. Personne ne suppose chez elle une très forte personnalité.
En 1969, son travail de fin d'études, un court-métrage Roudolfio (Рудольфио), l'adaptation du roman de Valentin Raspoutine, raconte l'histoire d'amour d'une jeune fille pour un homme mur et lui forge la réputation qui sort du politiquement correct de l'époque. Pendant quatre ans, elle n'a pas de travail, le Comité d’État à la cinématographie refusant systématiquement ses propositions.
En 1974, Assanova rejoint l'équipe des studios Lenfilm. Son premier long métrage Le Pivert n'a pas mal à la tête (Не болит голова у дятла) rencontre un accueil favorable du public même si ses projections se limitent aux clubs et salles de cinéma situés dans des provinces lointaines. Cette fiction sur la vie des adolescents révèle le côté psychologue de la cinéaste. Elle reviendra sur les problèmes de jeunesse à plusieurs reprises. Souvent, grâce à son écoute, elle établit avec les jeunes acteurs une relation très forte en dehors des plateaux. Cela est d'autant plus valable quand elle tourne dans le milieu défavorisé comme dans le film Les Garnements,. Elle reçoit pour son film La Clé pour un usage personnel le premier prix de la réalisation au Xe Festival panrusse du cinéma et le prix du Komsomol en 1977. Elle est également distinguée Maitre émérite des arts de la RSFSR en 1980.
Au printemps 1985, la réalisatrice part à Mourmansk, pour le tournage de quelques séquences du film Une inconnue (Незнакомка). Le 4 avril 1985, on la découvre morte dans sa chambre d'hôtel, probablement victime d'un arrêt cardiaque. Toutefois un mot qui ressemble à une lettre d'adieux retrouvé sur la table laisse planer un doute. Dinara Assanova est enterrée au cimetière d'Ala Archa de Bichkek.
En 1987, Igor Alimpiev lui consacre le film Je vous aime tous très fort, en 1988, Viktor Titov réalise Dinara et en 2003, sort Dinara Assanova de Marina Tchoudina.
En 2018, son film Mon doux, mon chéri, mon aimé, mon unique (1985) est présenté dans la section Un certain regard de la 71e édition du Festival de Cannes.

## Vie privée
Assanova se marie avec l'artiste peintre et graphiste, Nikolaï Vladimirovitch Youdine. Leur fils Vladimir, né le 2 septembre 1971, apparait régulièrement dans ses films. Il suit sa mère sur les lieux de tournage. À la maison, on l'appelle Anvar. Après le décès d'Assanova, il part vivre au Kirghizistan chez ses grands-parents. Dans l'interview accordé au journal Sobesednik en 2014, la sœur d'Assanova, Klara, dit que Vladimir vit dans la banlieue de Saint-Pétersbourg, selon toute vraisemblance sans domicile fixe.

## Filmographie

### Assistant réalisateur
- 1939 : A chacun son chemin (У каждого своя дорога) de Algimantas Vidugiris - documentaire
- 1940 : PSP (ПСП) de Algimantas Vidugiris - documentaire

### Réalisateur
- 1969 : Roudolfio (Рудольфио) - court-métrage, 25 min
- 1974 : Le pivert n'a pas mal à la tête (Не болит голова у дятла)
- 1976 : La Clé pour un usage personnel (Ключ без права передачи)
- 1977 : Le Désastre (Беда)
- 1979 : La femme est partie (Жена ушла)
- 1980 : Une bonne à rien (Никудышная)
- 1981 : Qu'aurais-tu choisi ? (Что бы ты выбрал?)
- 1983 : Les Garnements (Пацаны)
- 1984 : Mon doux, mon chéri, mon aimé, mon unique (Милый, дорогой, любимый, единственный…)
- 1985 : Les Enfants de la discorde (Дети раздоров)
- 1985 : Une inconnue (Незнакомка)